# Foxella hoogstraali
Foxella hoogstraali är en loppart som beskrevs av Hamilton Paul Traub 1950. Foxella hoogstraali ingår i släktet Foxella och familjen fågelloppor. Inga underarter finns listade i Catalogue of Life.